# Zenit-3F
El Zenit-3F, Zenit-3SLBF o Zenit-2SB/Fregat és un coet de càrrega d'un sol ús. Forma part de la família de coets Zenit, que van ser dissenyats per l'Oficina de Disseny Yuzhnoye d'Ucraïna.
Els llançaments dels coets Zenit-3SLBF són realitzats des de la Plataforma 45/1 del Cosmòdrom de Baikonur. El coet consisteix d'un vehicle nucli Zenit-2SB (Zenit-2M), amb un tram superior Fregat-SB, desenvolupat per NPO Lavochkin de Rússia, en lloc del Block-DM usat en el Zenit-3SL i 3SLB.
El primer llançament d'un Zenit-3F va tenir lloc el 20 de gener de 2011. La càrrega útil va ser un satèl·lit climàtic Elektro-L de nova generació. Es va usar també un Zenit-3F per llançar amb èxit el satèl·lit de radioastronomia Spektr-R el 18 de juliol de 2011.